# 新豊郷

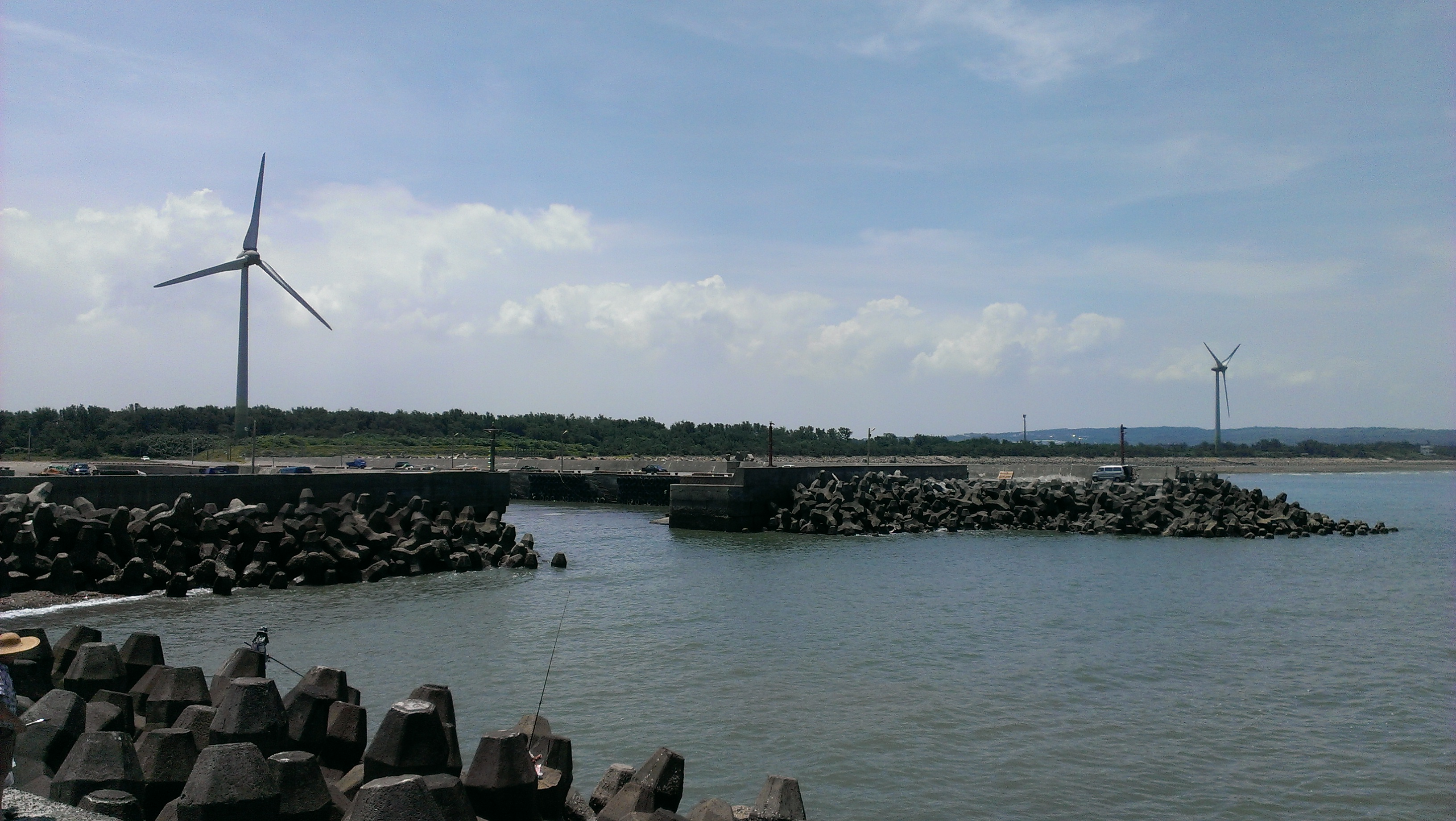
坡頭漁港

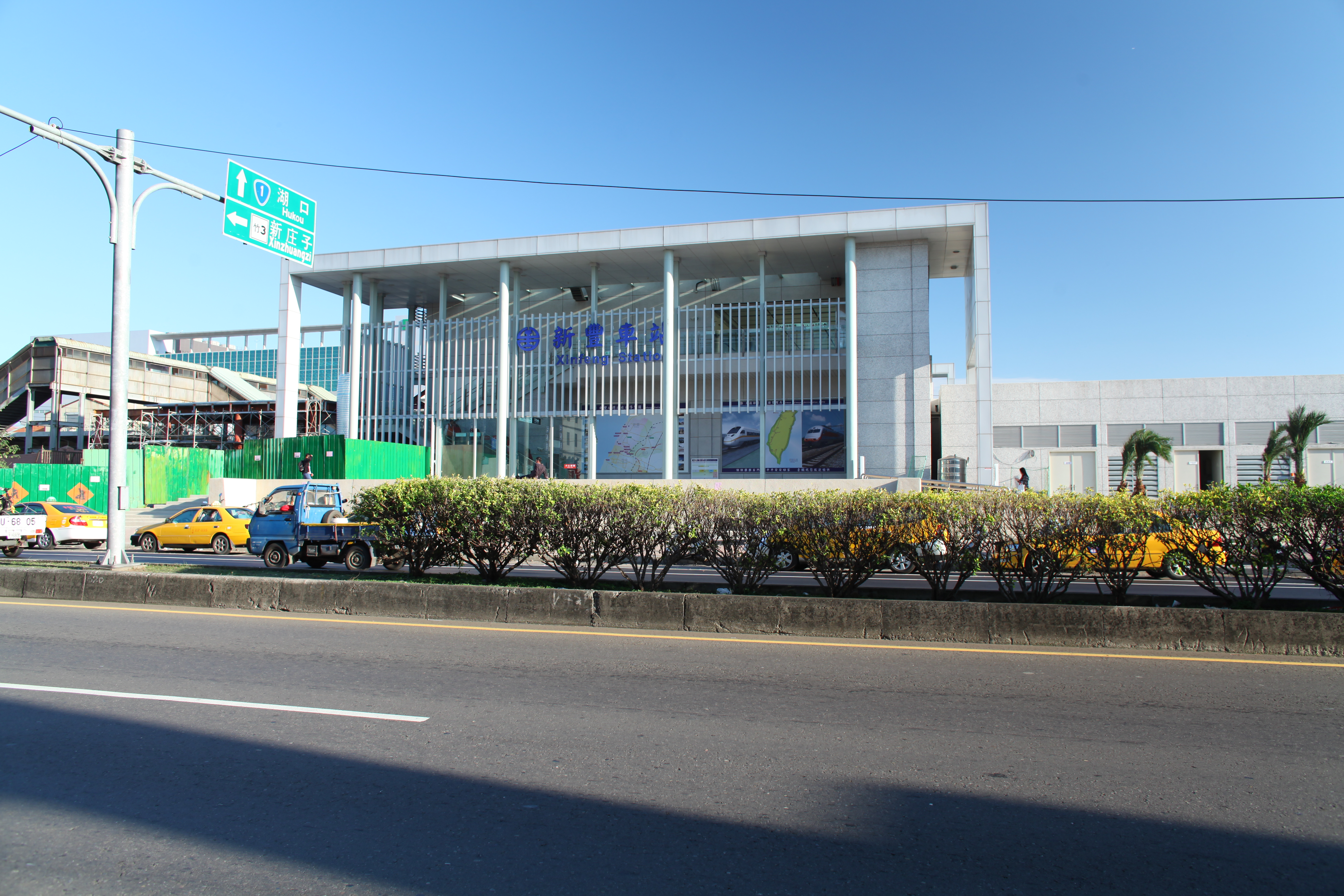
新豊駅西口

新豊郷（シンフォン/しんぽう/しんほう-きょう）は、台湾新竹県の郷。

## 地理
新豊郷は新竹県の最北端に位置し、東は湖口郷、西は台湾海峡、南は鳳鼻尾山岡陵と竹北市に、北は大深坑溪と桃園県新屋郷と接している。

## 歴史
新豊の旧称は紅毛港であり、『新竹県志』に記載されている。伝承では明代の1646年、オランダ船が難破し上陸した場所であるため「紅毛港」と命名したとされている。1725年、広東省陸豊県の徐立鵬は竹塹埔の西北約20里に位置する紅毛港新庄子の開拓を開始し、それより多くの客家人が竹塹に入植するようになった。また福建系住民は金門を経由してこの地に入植した鄭氏の家族がその始まりである。

## 経済
- ナンカンタイヤ 新豊工場

## 行政区
| 地区 | 村                                                     |
| ---- | ------------------------------------------------------ |
| 中心 | 員山村、忠孝村、山崎村、重興村、崎頂村、松林村、松柏村 |
| 双坑 | 上坑村、鳳坑村                                         |
| 浜海 | 埔和村、坡頭村、新豊村                                 |
| 埤圳 | 福興村、後湖村、青埔村、瑞興村、中崙村                 |

## 歴代郷長
| 代 | 氏名 | 任期 |
| -- | ---- | ---- |

## 教育

### 大学
- 明新科技大学

### 高級中学
- 私立忠信高級中学
- 私立仰徳高級中学

### 国民中学
- 新竹県立新豊国民中学
- 新竹県立忠孝国民中学
- 新竹県立精華国民中学

### 国民小学
| - 新竹県立新豊国民小学 - 新竹県立埔和国民小学 - 新竹県立福興国民小学 | - 新竹県立山崎国民小学 - 新竹県立福龍国民小学 | - 新竹県立瑞興国民小学 - 新竹県立松林国民小学 |

## 交通
| 種別     | 路線名称 | その他 |
| -------- | -------- | ------ |
| 鉄道     | 縦貫線   | 新豊駅 |
| 省道     | 台1線    |        |
| 省道     | 台15線   |        |
| 快速道路 | 台61線   |        |

## 観光

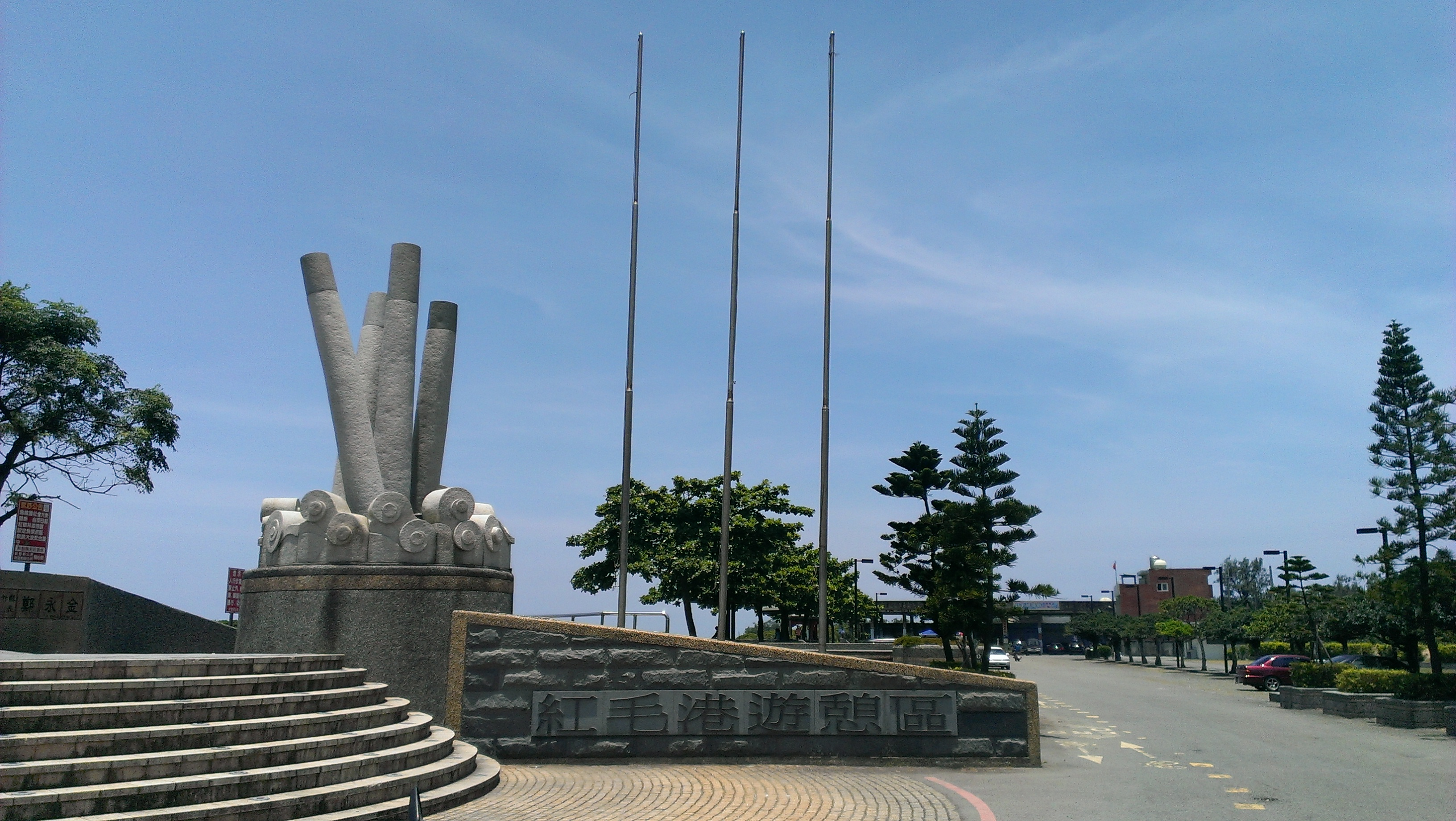
紅毛港遊憩区

- 紅毛港（中国語版）
- 天徳堂
- 池和宮（中国語版）
- 鳳坑村エノキ樹林